# Calymmodesmus dampfi
Calymmodesmus dampfi är en mångfotingart som först beskrevs av Chamberlin 1947.  Calymmodesmus dampfi ingår i släktet Calymmodesmus och familjen Stylodesmidae. Inga underarter finns listade i Catalogue of Life.